# Teelt (kweekproces)
Teelt is de handeling om iets uit een kiem of een stek te doen ontstaan. Door doeltreffende middelen kan zoiets tot verdere ontwikkeling gebracht worden. In het verlengde hiervan ligt de kweek. Zo geeft een teeltkalender aan wanneer bepaalde gewassen gezaaid, gepoot/geplant, gestekt en geoogst kunnen of moeten worden.